# Hexenstich

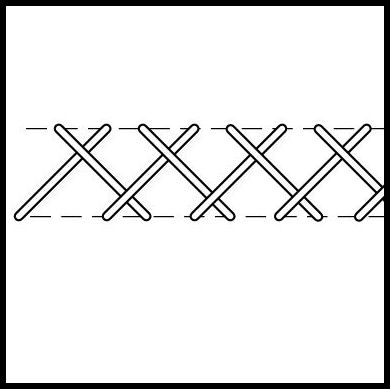
Einfacher oder offener Hexenstich.

Der Hexenstich (englisch: herringbone stitch) wird unter anderem in der Stickerei als Zierstich oder in der Schneiderei als Saumstich (Säumen) zum Befestigen von offenen Kanten angewandt. Beim Nähen zeigt die Nähnadel immer nach links, während waagerecht von links nach rechts gearbeitet wird. Die Fäden überkreuzen sich meist im Winkel von 45 Grad. Im Gegensatz zum Kreuzstich überkreuzt jeder Faden den anderen zweimal. Durch seine schrägen Stiche ist der Hexenstich dehn- und haltbar und wird deshalb besonders bei elastischen oder schweren Stoffen gebraucht.
Der Hexenstich ist weit verbreitet, hat eine lange Geschichte und entsprechend auch viele Namen. Andere Namen sind zum Beispiel Fangstich, Fischgrätenstich, Flechtstich, Kreuznaht, Mossulstich, Perserstich, Russischer Stich oder Schlingenstich.

## Ausführung

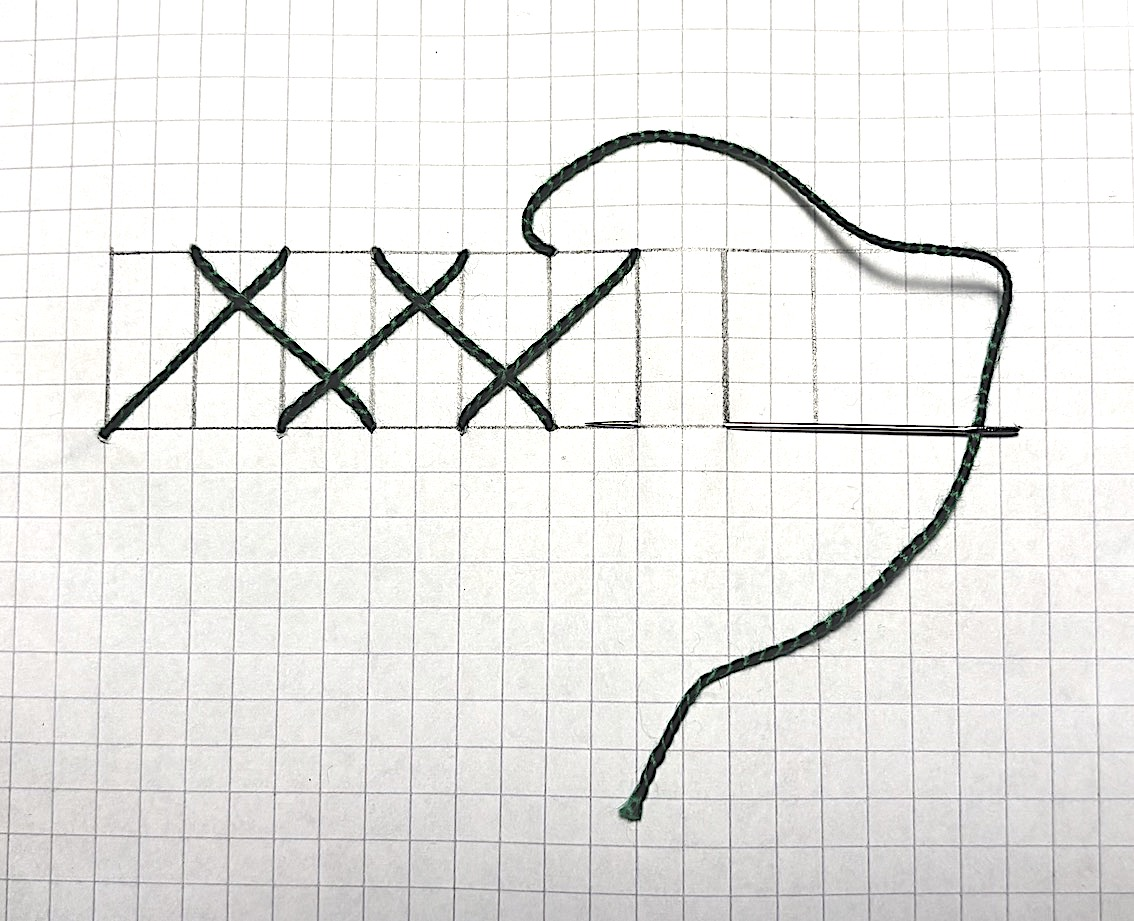
Einfacher oder offener Hexenstich.

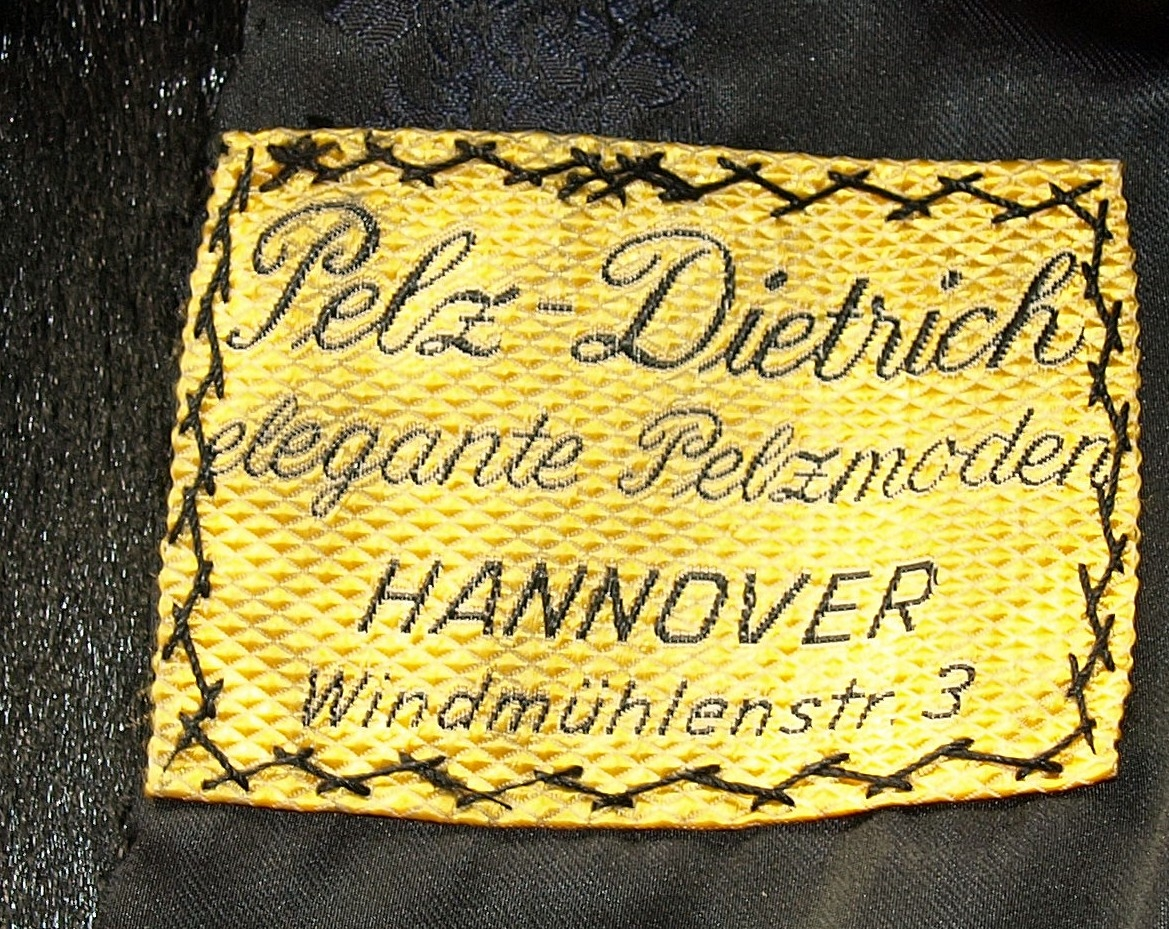
Aufgenähtes Etikett.

Nach dem Befestigen des Fadenanfangs wird der Hexenstich zwischen zwei gedachten oder gezeichneten, waagerechten, parallelen Linien gearbeitet. Der erste Stich erfolgt von der unteren Hilfslinie von links unten (z. B. über 1 × 1 cm) schräg nach rechts oben an der oberen Hilfslinie. Es folgt ein kleiner Rückstich (= Vorstich, z. B. ½ cm) nach links und anschließend der nächste Stich von links oben schräg nach rechts unten. Nach einem weiteren Rückstich wird erneut ein Stich von links unten schräg nach rechts oben gestickt.

## Verwendung

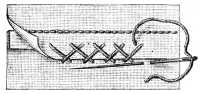
Zusammennähen einer offenen Kante.

Der Hexenstich besitzt viele Verwendungsmöglichkeiten:
- Aufnähen von Applikationen und Etiketten
- Säumen von Stoffen, vor allem von dicken Stoffen wie u. a. Leder, Vlies oder Wolle
- Vernähen von Einlagen (z. B. kann bei einer Corsage mit Körbchen die Einlage für das Brustkörbchen mit Hexenstichen angenäht werden)
- Verzieren von Accessoires und Kleidung
- Zusammennähen offener Kanten, wenn die Naht auf der rechten Stoffseite unsichtbar sein soll.[4]

## Varianten
Hexenstich ist unter anderem in folgenden Varianten möglich:
1. Einfacher oder offener Hexenstich in unterschiedlichen Höhen und Breiten
2. Gedrehter Hexenstich (englisch: twisted herringbone stitch, breton stitch)
3. Geschlossener Hexenstich (Schattenstich, englisch: closed herringbone stitch)
4. Halber Hexenstich (englisch: half herringbone stitch) und gespiegelter halber Hexenstich (englisch: mirrored half herringbone stitch)
5. Doppelter Hexenstich / dreifacher Hexenstich (englisch: double herringbone stitch / triple herringbone stitch)
6. Umschlungener Hexenstich (englisch: threaded herringbone stitch) und doppelt umschlungener Hexenstich (englisch: twisted lattice band)  Nachgesteppter Hexenstich (englisch: tacked herringbone stitch)
7. Nachgesteppter Hexenstich (englisch: tacked herringbone stitch)
8. Geknoteter Hexenstich (englisch: tied herringbone stitch)
9. Zweilagiger Hexenstich (englisch: two layer herringbone stitch)
10. Umschlaufter Hexenstich (englisch: laced herringbone stitch, german interlacing stitch): Der Faden umkreist jede Kreuzung des Hexenstichs auf und ab. Und: doppelt umschlaufter Hexenstich (englisch: interlaced herringbone stitch)
11. Gefiederter Hexenstich (englisch: leaf stitch).[5][6]

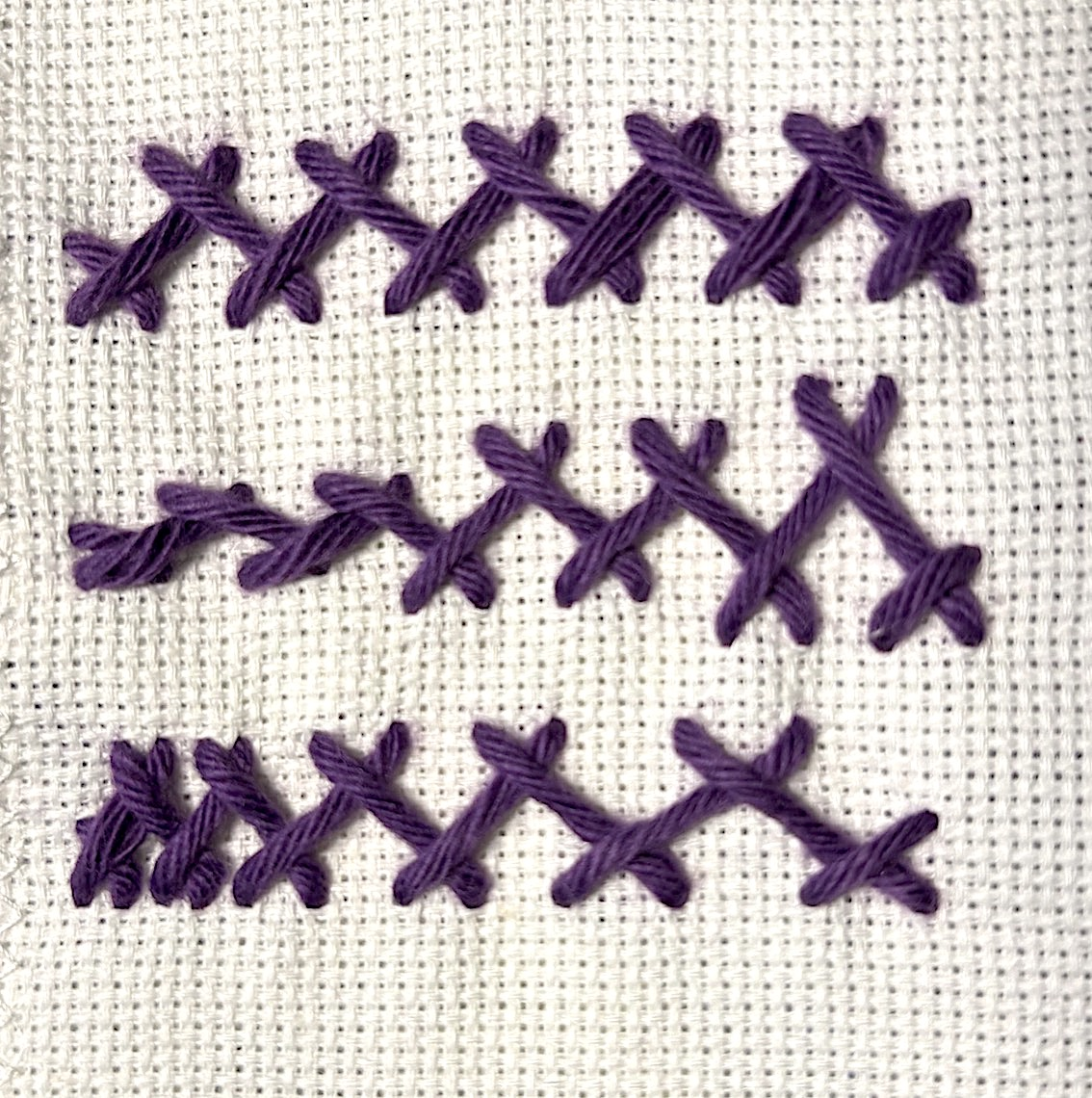
1. Der einfache oder offene Hexenstich in unterschiedlichen Höhen und Breiten.
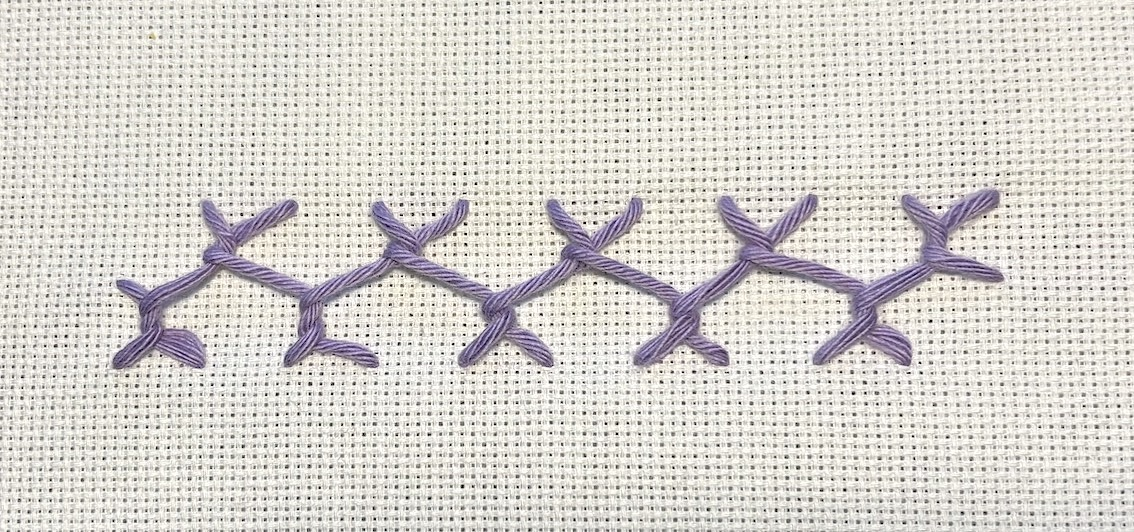
2. Gedrehter Hexenstich.
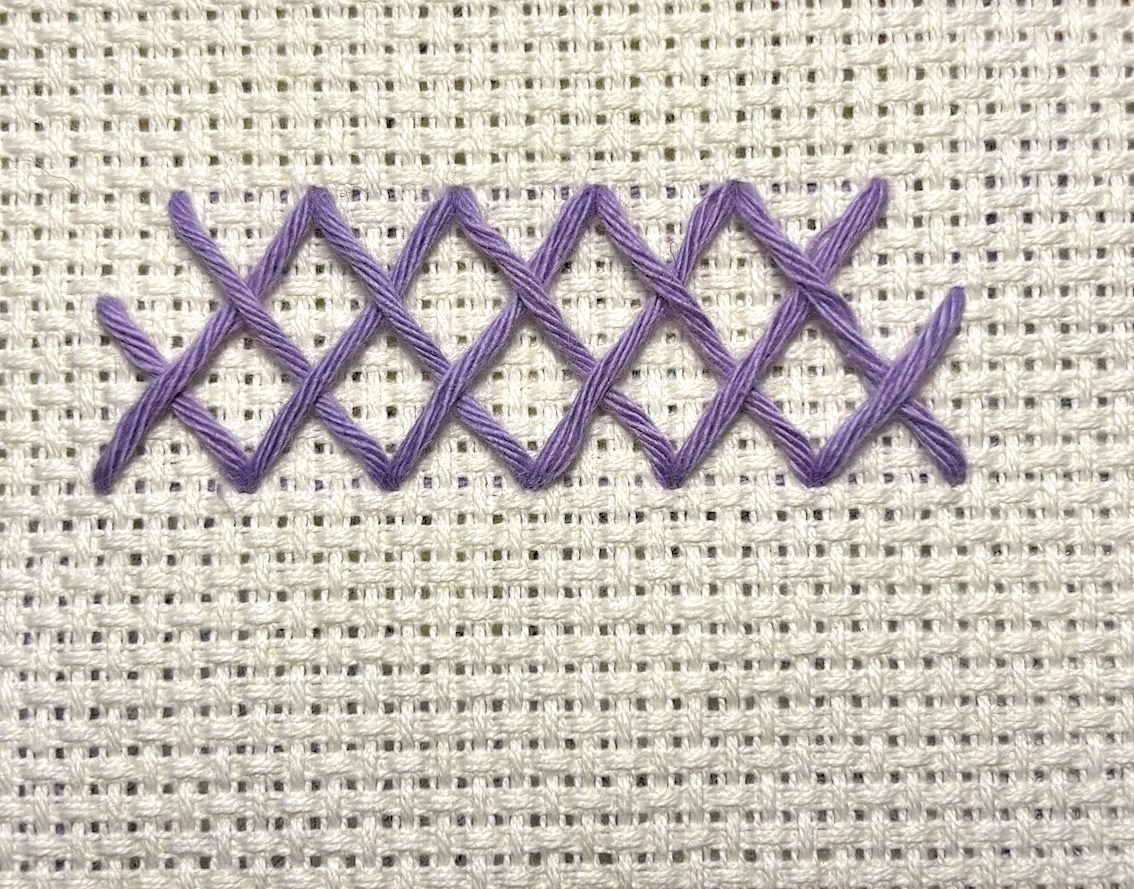
3. Geschlossener Hexenstich.
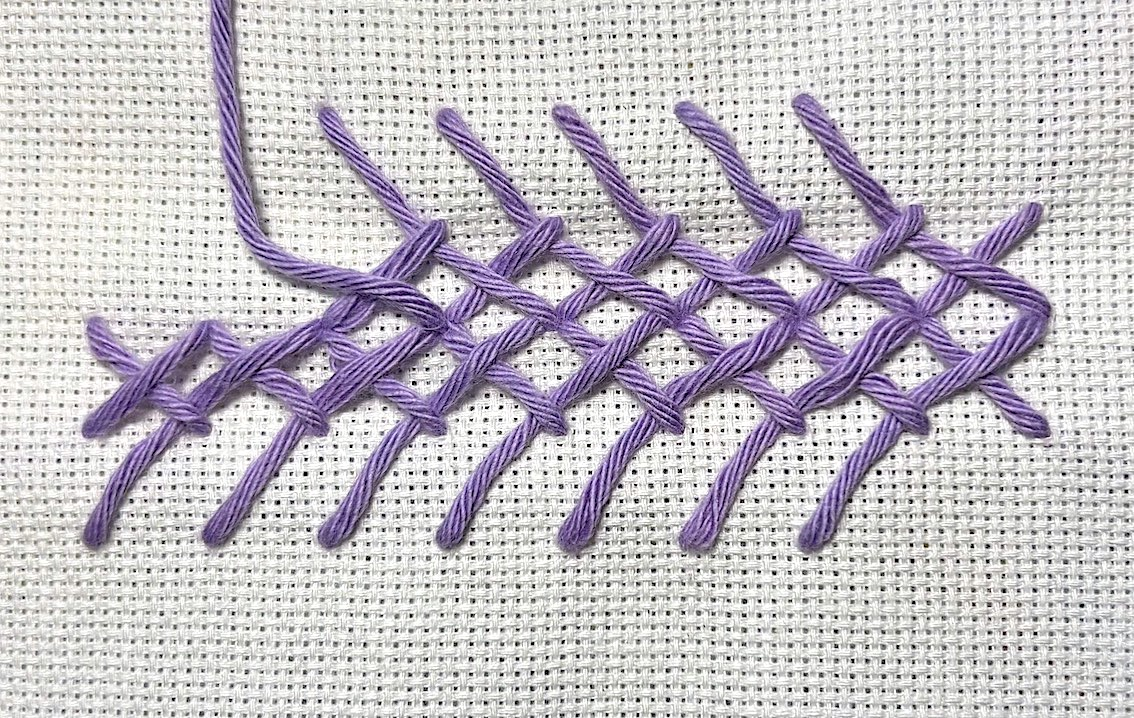
4. Halber Hexenstich (links) und gespiegelter halber Hexenstich (rechts).
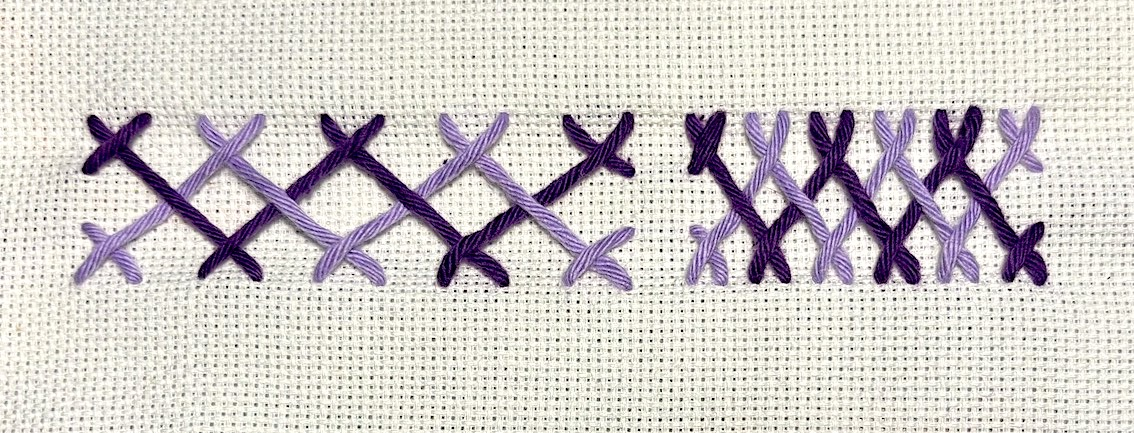
5a. Doppelter Hexenstich.
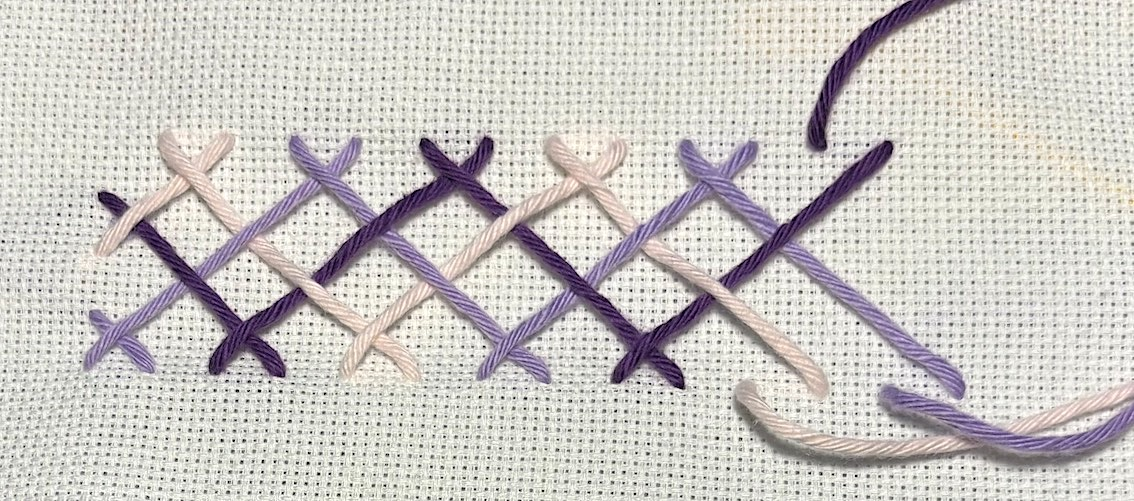
5b. Dreifacher Hexenstich.
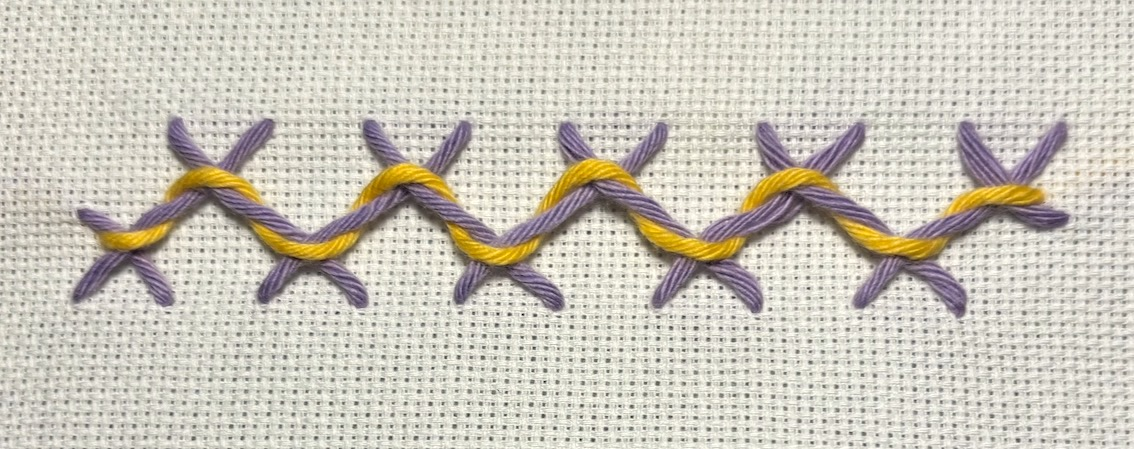
6a. Umschlungener Hexenstich.
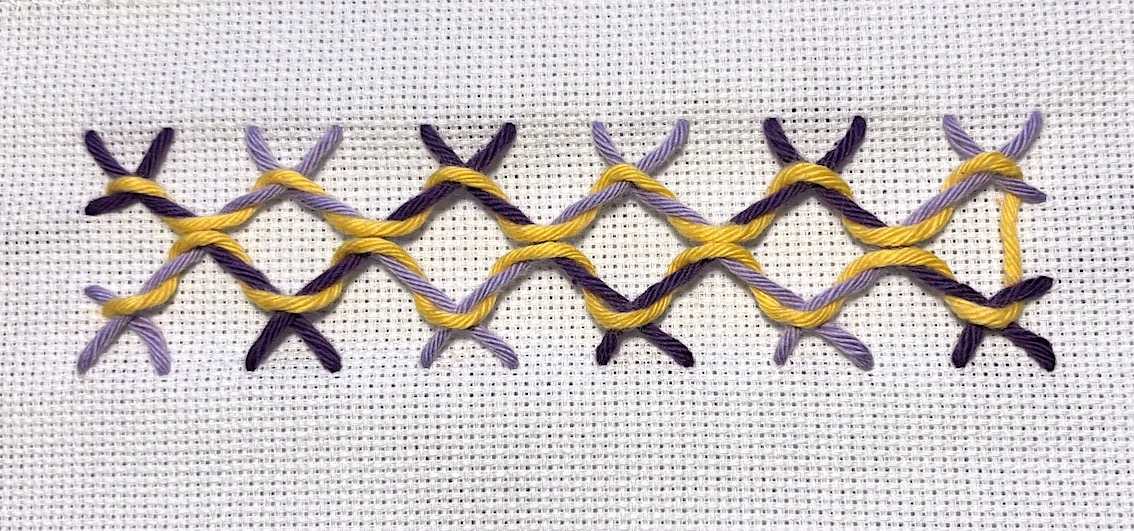
6b. Doppelt umschlungener Hexenstich.
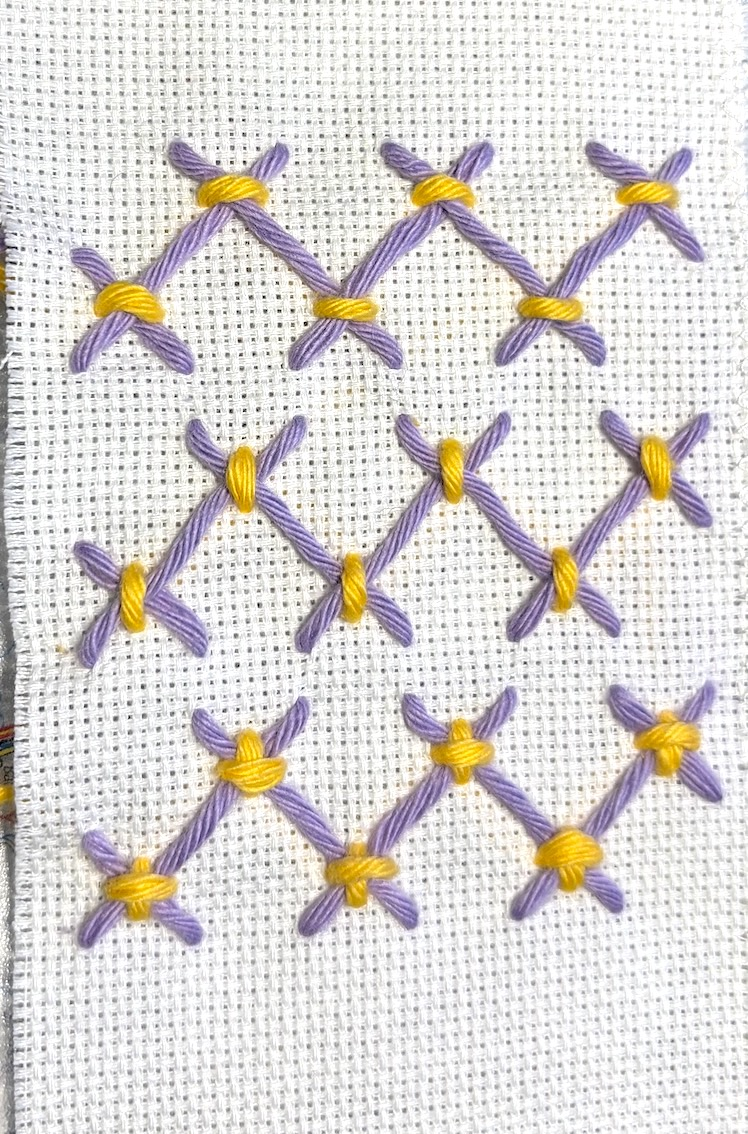
7. Nachgesteppter Hexenstich mit waagerechten, senkrechten und überkreuzten Steppstichen.
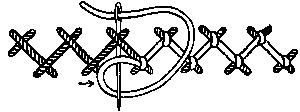
8. Geknoteter Hexenstich.
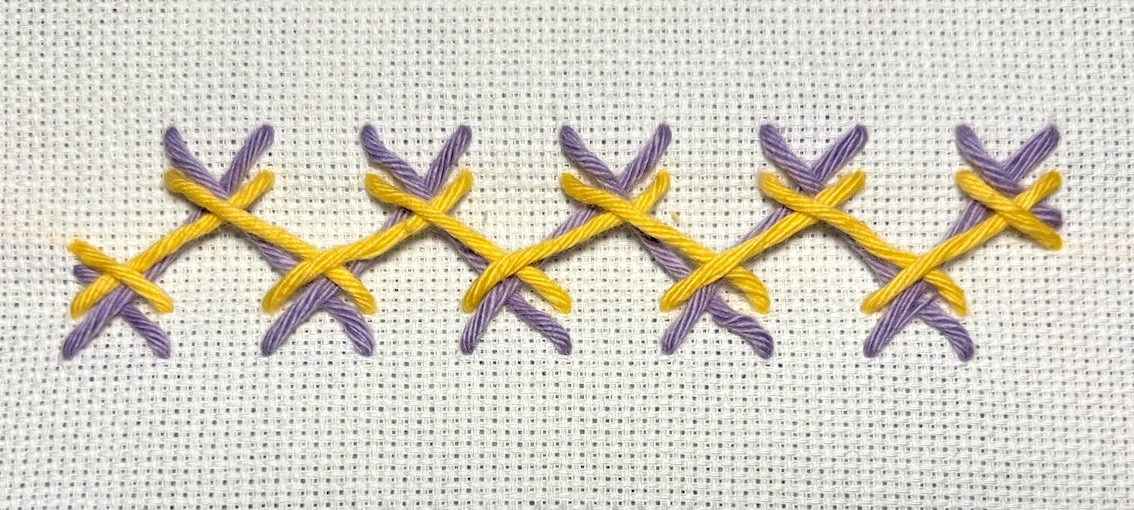
9. Zweilagiger Hexenstich.
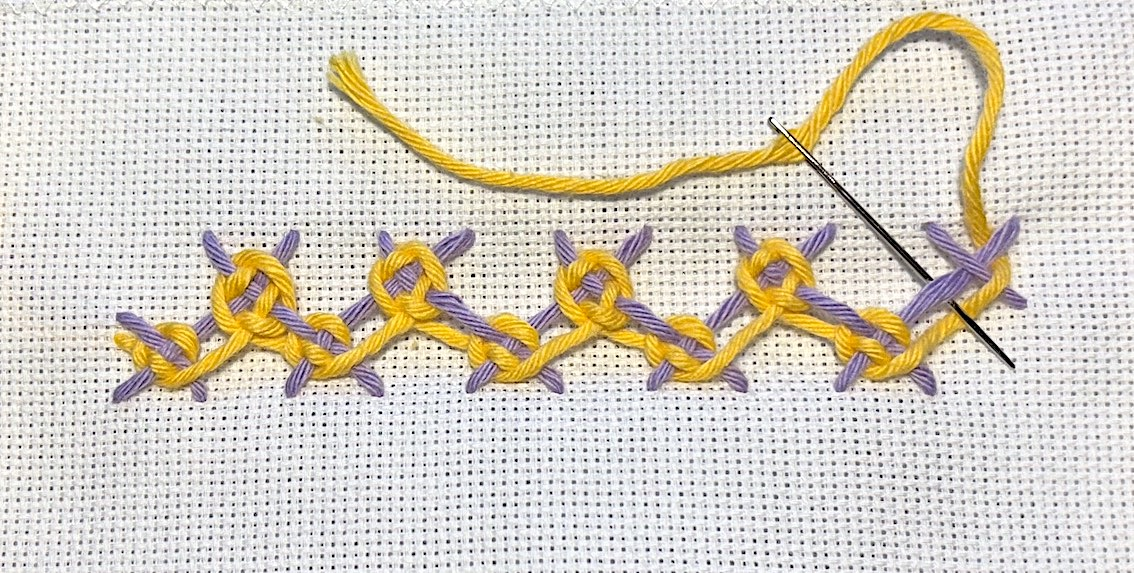
10a. Umschlaufter Hexenstich.
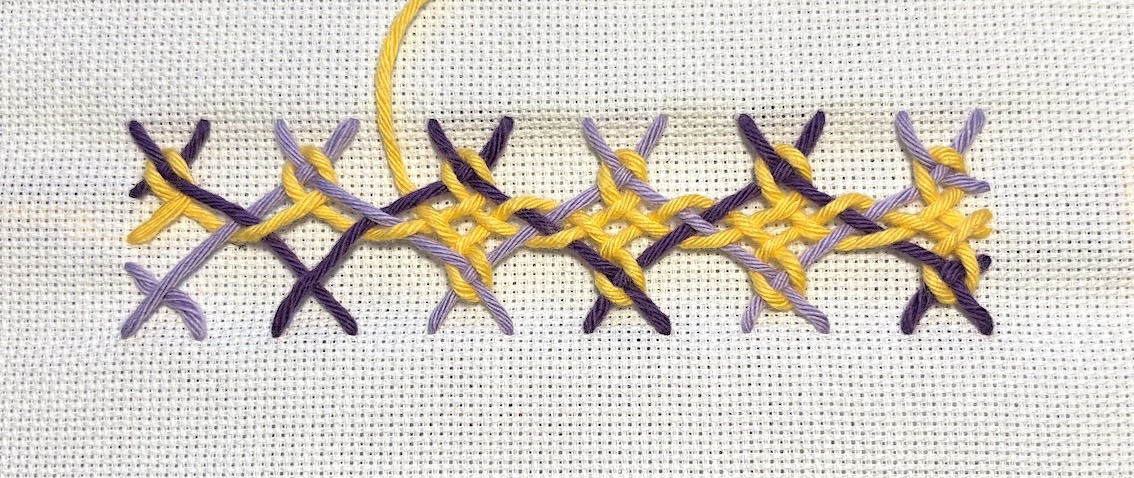
10b. Doppelt umschlaufter Hexenstich.
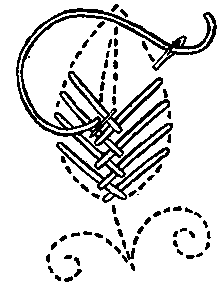
11. Gefiederter Hexenstich.

## Herkunft
Der Name kommt aus dem Volksglauben, da die Hexe beim Schwur auf den Teufel die linke Hand hebt, so wie beim Sticken die Stiche von links nach rechts ausgeführt werden.